# コンスタン・ジャクパ
コンスタン・ジャクパ（Constant Djakpa 、1986年10月17日 - ）は、コートジボワール・アビジャン出身のプロサッカー選手。サッカーコートジボワール代表。ポジションはDF。

## 経歴

### クラブ
故郷アビジャンのサッカークラブ、ステラクラブでキャリアをスタート。
2006年にノルウェーリーグ2部のソグナル・フトボールに移籍。1年間レギュラーでプレーした後、2007年にルーマニアのCSパンドゥリイ・トゥルグ・ジウに移籍。
2008年6月、バイエル・レバークーゼンへの移籍が発表され、2012年まで4年間の契約を結んだ。2008年8月16日、ボルシア・ドルトムント戦（2-3の敗北）でブンデスリーガデビュー。 
2009年のサマーブレークでハノーファー96に2年間レンタルされた。この後、アイントラハト・フランクフルトに移籍。
2017年1月、1.FCニュルンベルクとシーズン終了までの契約を結んだ。

### 代表
2007年11月20日にドーハで開催されたカタール代表との親善試合でデビューした（6-1で勝利）。
2008年にはU-21代表の一員としてトゥーロン国際大会に参加、アメリカ合衆国戦とチリ戦でゴールを挙げた。
2014年、2014 FIFAワールドカップに参加した。

## 代表歴

### 出場大会
- コートジボワール代表
  - 2014 FIFAワールドカップ

### 試合数
- 国際Aマッチ 9試合 0得点（2007年-2016年）[5]

| コートジボワール代表 | 国際Aマッチ | 国際Aマッチ |
| 年                   | 出場        | 得点        |
| -------------------- | ----------- | ----------- |
| 2007                 | 1           | 0           |
| 2008                 | 1           | 0           |
| 2009                 | 0           | 0           |
| 2010                 | 0           | 0           |
| 2011                 | 0           | 0           |
| 2012                 | 0           | 0           |
| 2013                 | 0           | 0           |
| 2014                 | 4           | 0           |
| 2015                 | 1           | 0           |
| 2016                 | 2           | 0           |
| 通算                 | 9           | 0           |